# Bránička
Bránička (dříve Velká bránička, polsky Ciemniasta Przełęcz německy Große Kirchenscharte maďarsky Nagytemplomcsorba je nejvýraznější deprese s ostrými hranami mezi masivem Chmurné věže a Velkého kostela, přesněji mezi Chmurná ihlou a Kopou Velkého kostela ve Vysokých Tatrách. Její strmé srázy spadají do Malé Studené doliny a Velké Studené doliny. 

## Název
Je odvozen od tvaru sedla. 

## Prvovýstupy
- V létě: Károly Fodor a Lajos Károly Horn 28. června 1908
- V zimě: Jadwiga Pierzchalanka a Jerzy Pierzchała 8. května 1937

## Turistika
Do sedla nevede turistická značka.